# The Girl from B.I.K.I.N.I.
Pour plus de détails, voir Fiche technique et Distribution.
The Girl from B.I.K.I.N.I. est un film américain de série B écrit et réalisé par Fred Olen Ray, sorti en 2007 directement en vidéo.

## Synopsis
Tania X (Beverly Lynne), une femme agent secret sexy du bureau international B.I.K.I.N.I. (Bureau of International Knowledge and Nonstandard Investigations), est envoyée en mission à la découverte d'une organisation criminelle.

## Fiche technique
- Titre : The Girl from B.I.K.I.N.I.
- Réalisateur : Fred Olen Ray (crédité comme Nicholas Medina)
- Scénario : Fred Olen Ray
- Monteur : Dean McKendrick
- Directeur de la photographie : T. Max Montgomery
- Producteur : Dan Golden
- Société de production : American Independent Productions
- Société de distribution : Retromedia Entertainment
- Format : Couleurs
- Pays :  États-Unis
- Langue : anglais américain
- Genre : Comédie érotique
- Durée : 92 minutes
- Date de sortie :
  - États-Unis : 13 novembre 2007
  - Japon : 9 décembre 2009

## Distribution
- Beverly Lynne : Tanya X
- Nicole Sheridan : Patty Mercury
- Voodoo : Mark Ten
- Brad Bartram : Mr. Whatley
- Rebecca Love : Samantha Rhinehart
- Evan Stone : Mong Lee
- Gianna Lynn : Fay Wong
- Randy Spears : Randolph
- Lacie Heart : Kim Chee
- Anthony Hardwood : Nikita